# Munna spicata
Munna spicata är en kräftdjursart som beskrevs av Wlodzimierz Teodorczyk och Waegele 1994. Munna spicata ingår i släktet Munna och familjen Munnidae. Inga underarter finns listade i Catalogue of Life.